# Öffentliche Sicherheit in Monaco
Die öffentliche Sicherheit in Monaco wird sichergestellt durch eine Polizei (Police) sowie zwei kleine Militäreinheiten (Corps des Sapeurs-Pompiers und Compagnie des Carabiniers du Prince). Monaco zählt zu den sichersten Ländern der Welt.

## Kriminalität
Monaco ist das Land mit der niedrigsten Kriminalitätsrate weltweit. Dies liegt unter anderem an der starken Polizeipräsenz sowie an der flächendeckenden Videoüberwachung. Es existieren rund 60 öffentliche Sicherheitskameras in allen Teilen des Fürstentums, die mit der Polizeizentrale verbunden sind; hinzu kommt eine deutlich höhere Anzahl privat installierter Überwachungskameras sowie etwa 500 private Sicherheitsmitarbeiter. Unter anderem deshalb wird dem Fürstentum häufig vorgeworfen, es sei ein Überwachungsstaat.

## Polizei
Die innere Sicherheit wird durch eine 517 Mann starke Polizeieinheit (Police) gewährleistet. Gemessen an den 36.000 Einwohnern hat Monaco damit die höchste Pro-Kopf-Polizeipräsenz in der Welt.
Die Polizei untersteht der Abteilung für öffentliche Sicherheit (Direction de la Sûreté Publique) des Innenministeriums und ist unterteilt in eine Kriminalpolizei, die mit Interpol zusammenarbeitet, eine Stadtpolizei (größte Einheit, stellt die uniformierten Kräfte), eine Verwaltungseinheit sowie eine See- und Lufteinheit. Sie ist ausgerüstet mit drei Patrouillenbooten, einer Bell 206 sowie zahlreichen Streifenwagen. In Monaco ist für den Grenzschutz im Gegensatz zu vielen anderen Ländern die Polizei zuständig.

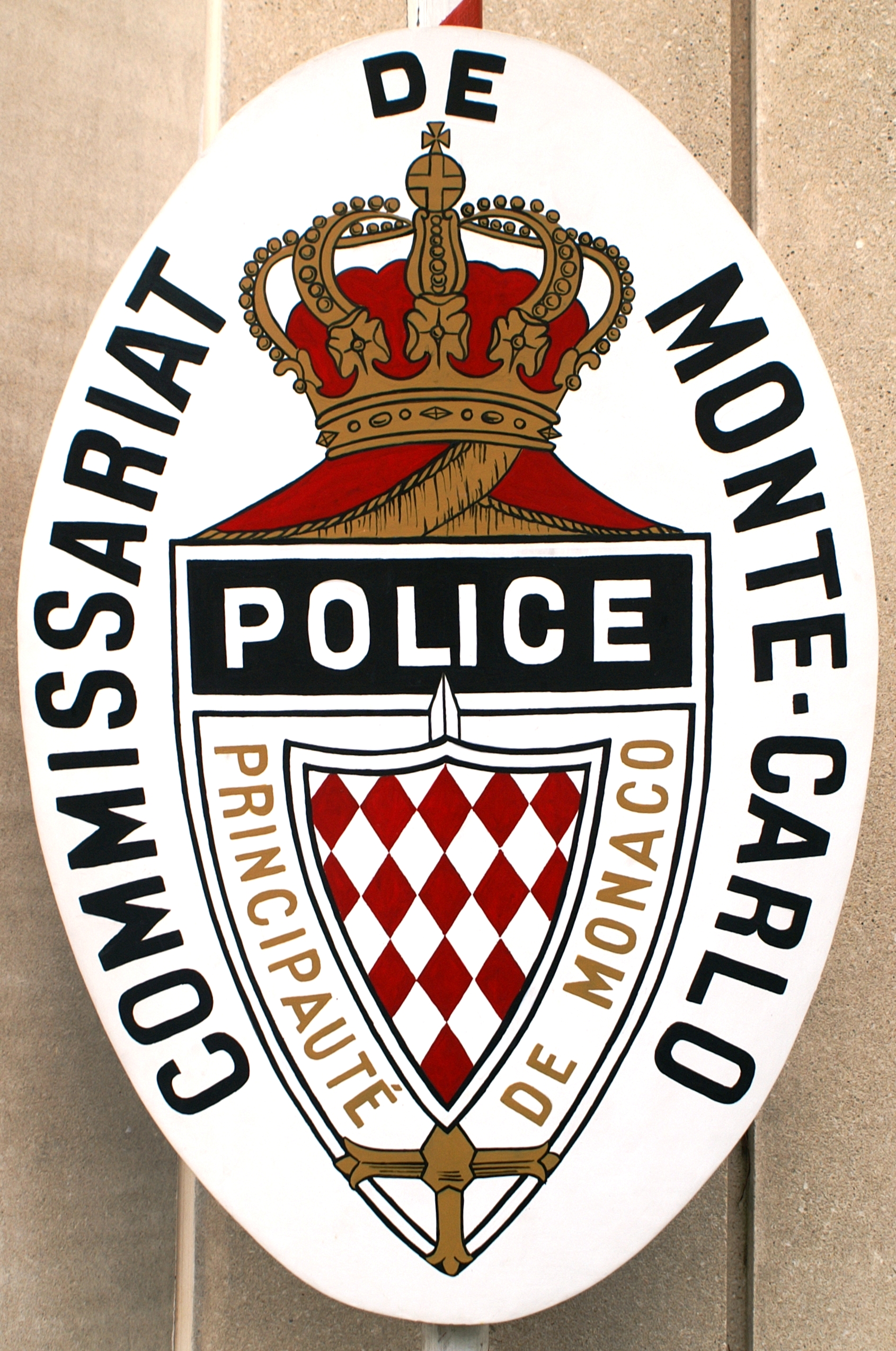
Emblem der Polizei
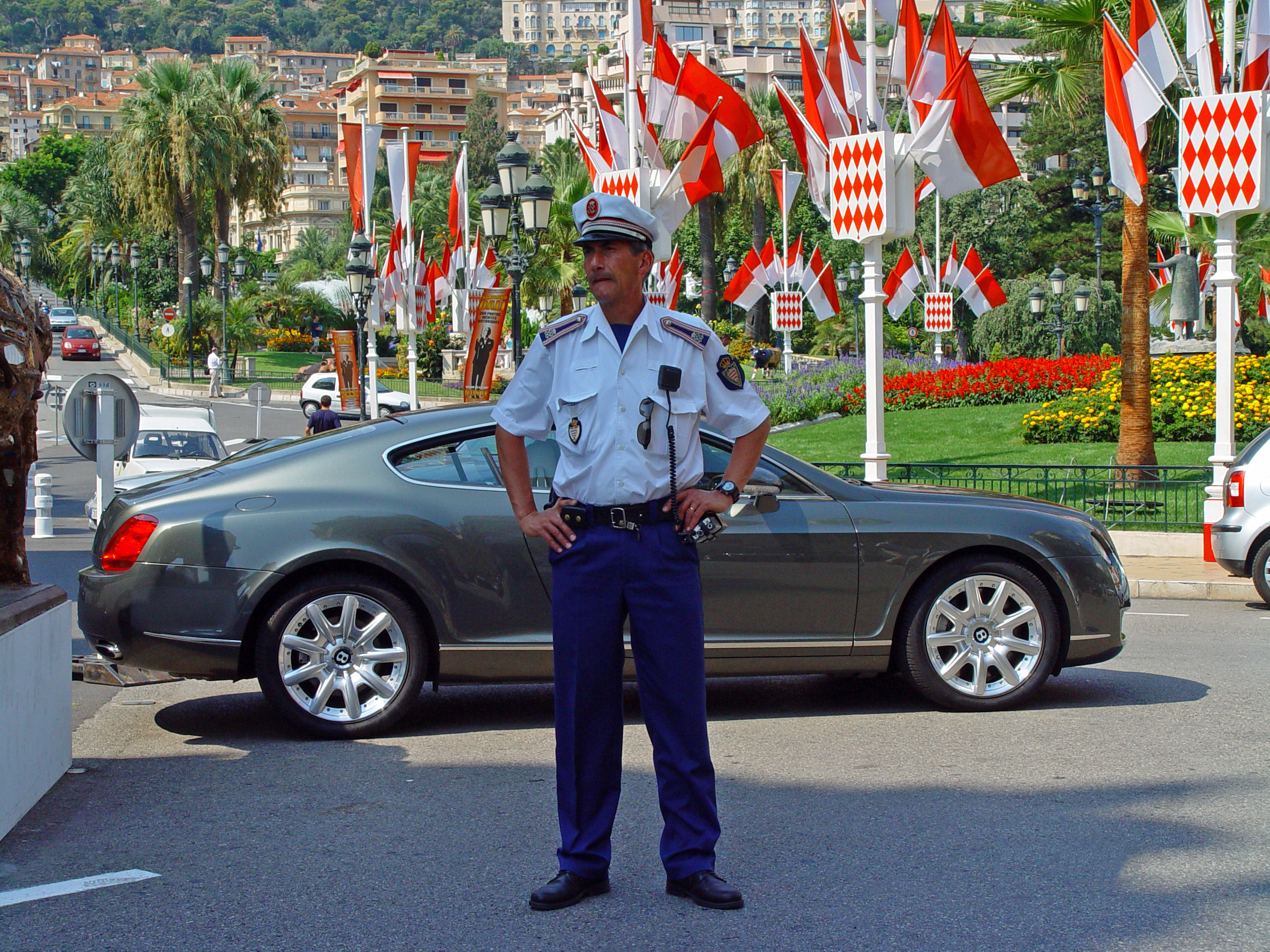
Polizist an der Spielbank Monte-Carlo
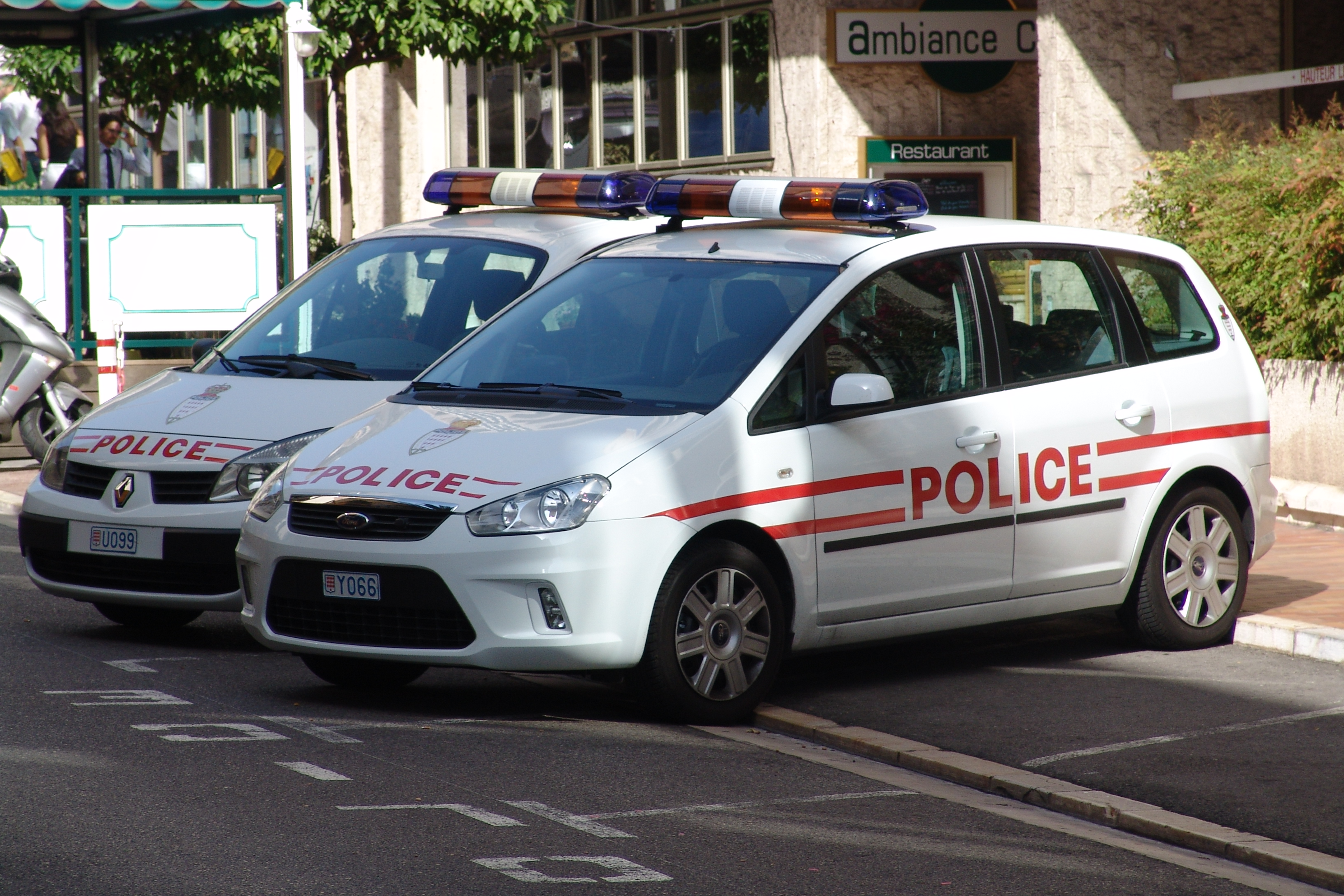
Monegassische Streifenwagen
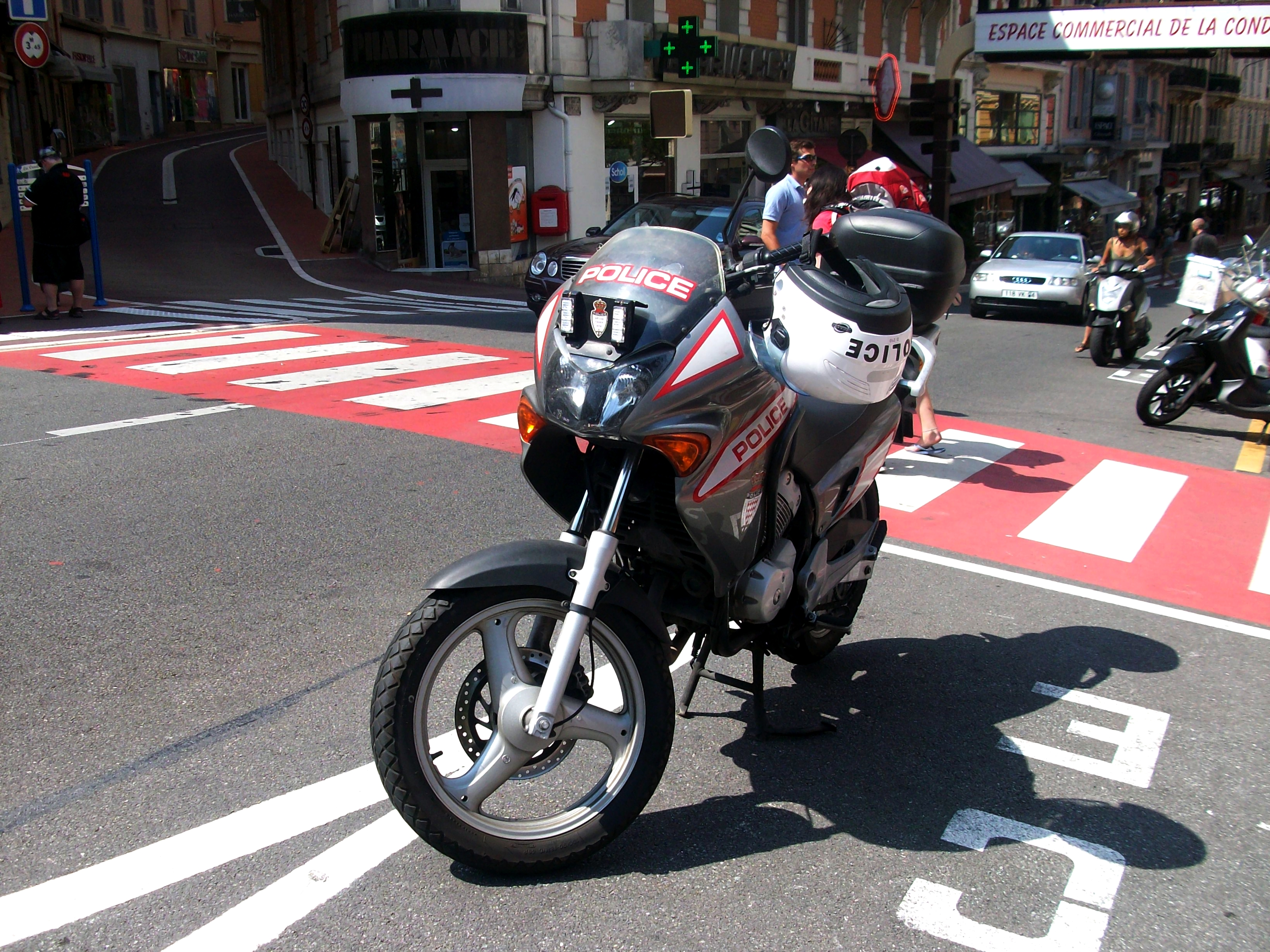
Polizeimotorrad
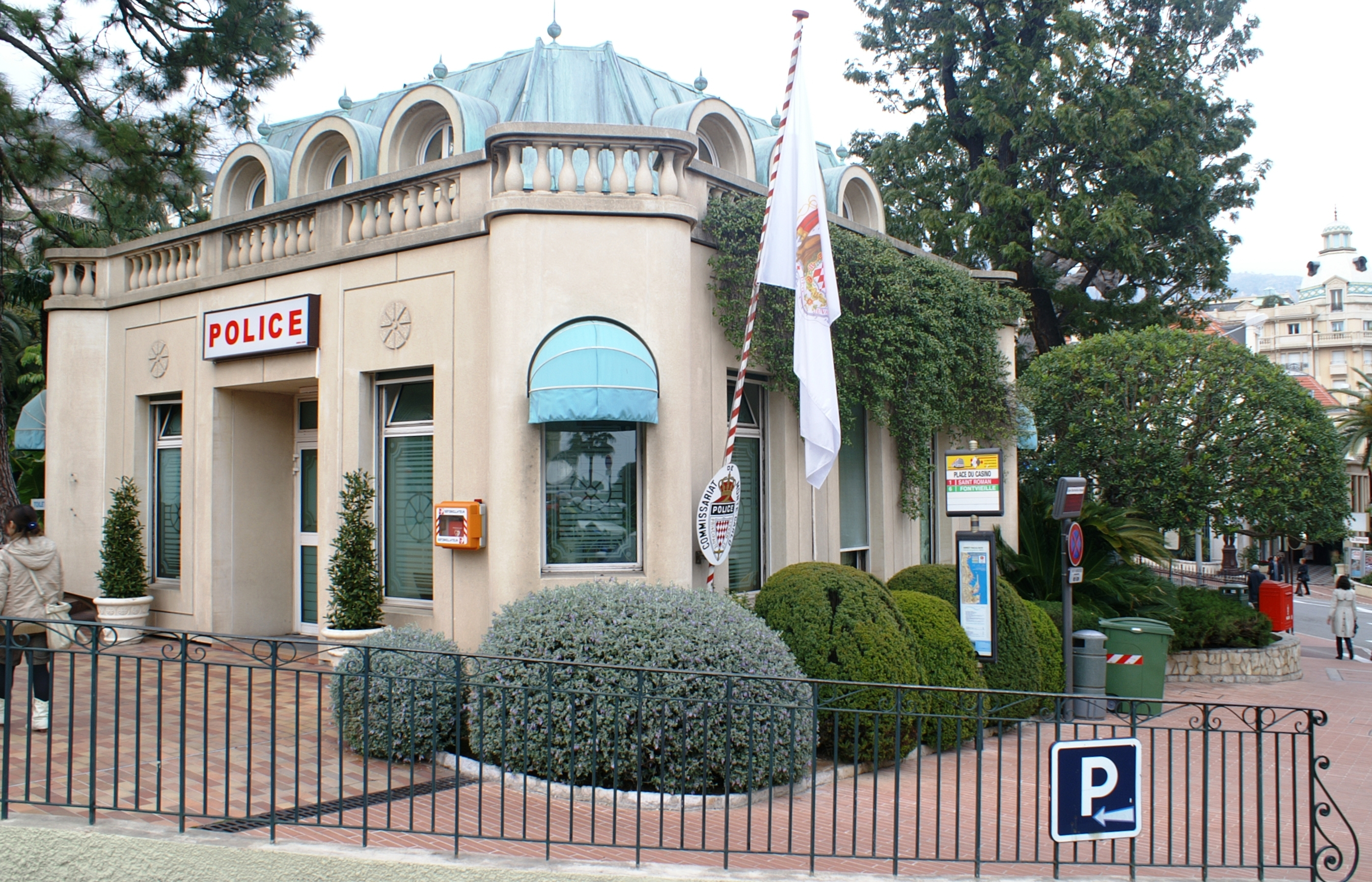
Eine Polizeistation

## Militär
Der Großteil der äußeren Verteidigung wird durch Frankreich übernommen, das 1861 einen Protektorats-Vertrag mit Monaco geschlossen hat. Trotzdem unterhält das Fürstentum zwei kleinere militärische Einheiten (Force Publique), die im Folgenden beschrieben werden. Beide unterstehen dem Innenministerium und sind in den ORMOS Red Plan (einem Evakuierungsplan für Monaco) integriert. Mit insgesamt 255 Soldaten hat Monaco die drittkleinste Streitkraft der Welt.

### Corps des Sapeurs-Pompiers

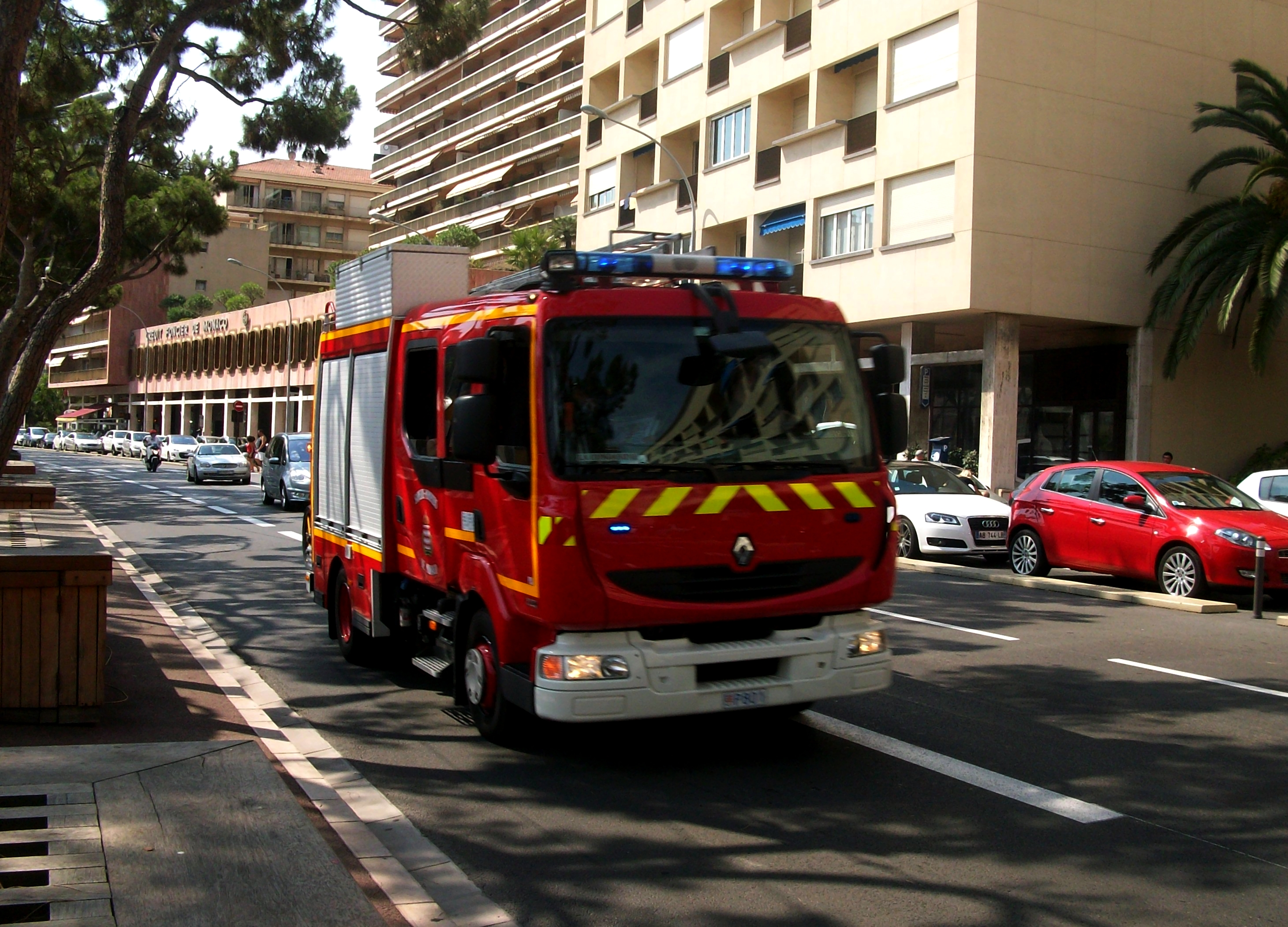
Feuerwehrfahrzeug des Corps des Sapeurs-Pompiers

Das Corps des Sapeurs-Pompiers (deutsch Feuerwehrkorps) umfasst 135 Mitglieder (10 Offiziere, 26 Unteroffiziere, 99 Mannschaftsdienstgrade) und ist hauptsächlich als Feuerwehr tätig, sowie darüber hinaus für den Zivilschutz zuständig. Ähnlich wie in Frankreich ist die Feuerwehr in Monaco militärisch organisiert und wird daher als Teilstreitkraft angesehen (siehe auch Brigade de sapeurs-pompiers de Paris).
Die Einheiten sind stationiert in La Condamine und Fontvieille und werden neben ihren zivilen Aufgaben auch im Schusswaffengebrauch unterrichtet. Alle Offiziere des Corps wurden bei der französischen Feuerwehr ausgebildet.

### Compagnie des Carabiniers du Prince
Die Compagnie des Carabiniers du Prince (deutsch Fürstliche Karabinierskompanie) ist eine 116 Mann (3 Offiziere, 15 Unteroffiziere, 98 Carabiniers) starke paramilitärische Einheit, die hauptsächlich für den Personenschutz des Fürsten und seiner Familie, sowie des Fürstenpalastes zuständig ist. Sie nimmt außerdem protokollarische Aufgaben bei besonderen Gelegenheiten und Staatsempfängen wahr. Zur Kompanie gehören auch die Fanfare de la Compagnie des Carabiniers du Prince (26 Musiker unter dem Kommando eines Maréchal des Logis), sowie eine Motorradstaffel, eine Spezialeinheit, eine Sanitätseinheit und eine Tauchereinheit. Insgesamt arbeiten 14 zivile Mitarbeiter bei den Carabiniers.
Die Kompanie wurden 1817 durch Fürst Honoré IV. gegründet, um sich und seine Familie zu schützen. Sie ist ausgerüstet mit modernen Waffen, wie dem M16A2-Gewehr oder 9-mm-Glock-17-Pistolen. Alle Offiziere haben vorher im französischen Heer gedient. Der fürstliche Palast wird ständig von zwei Carabiniers bewacht, die in einer täglichen Wachablösung um 11:55 Uhr wechseln.

Emblem der Carabiniers
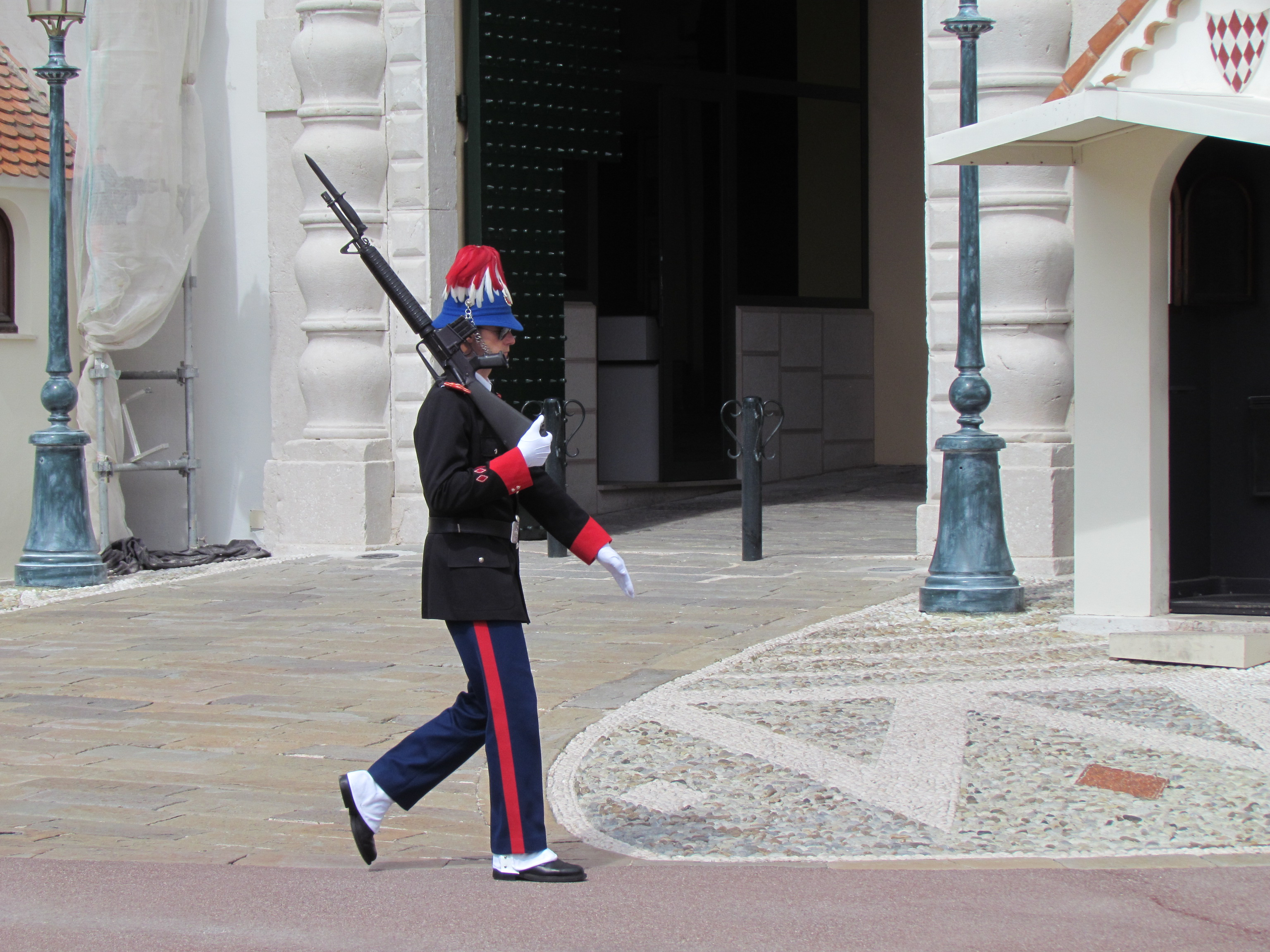
Ehrenwache am Palast
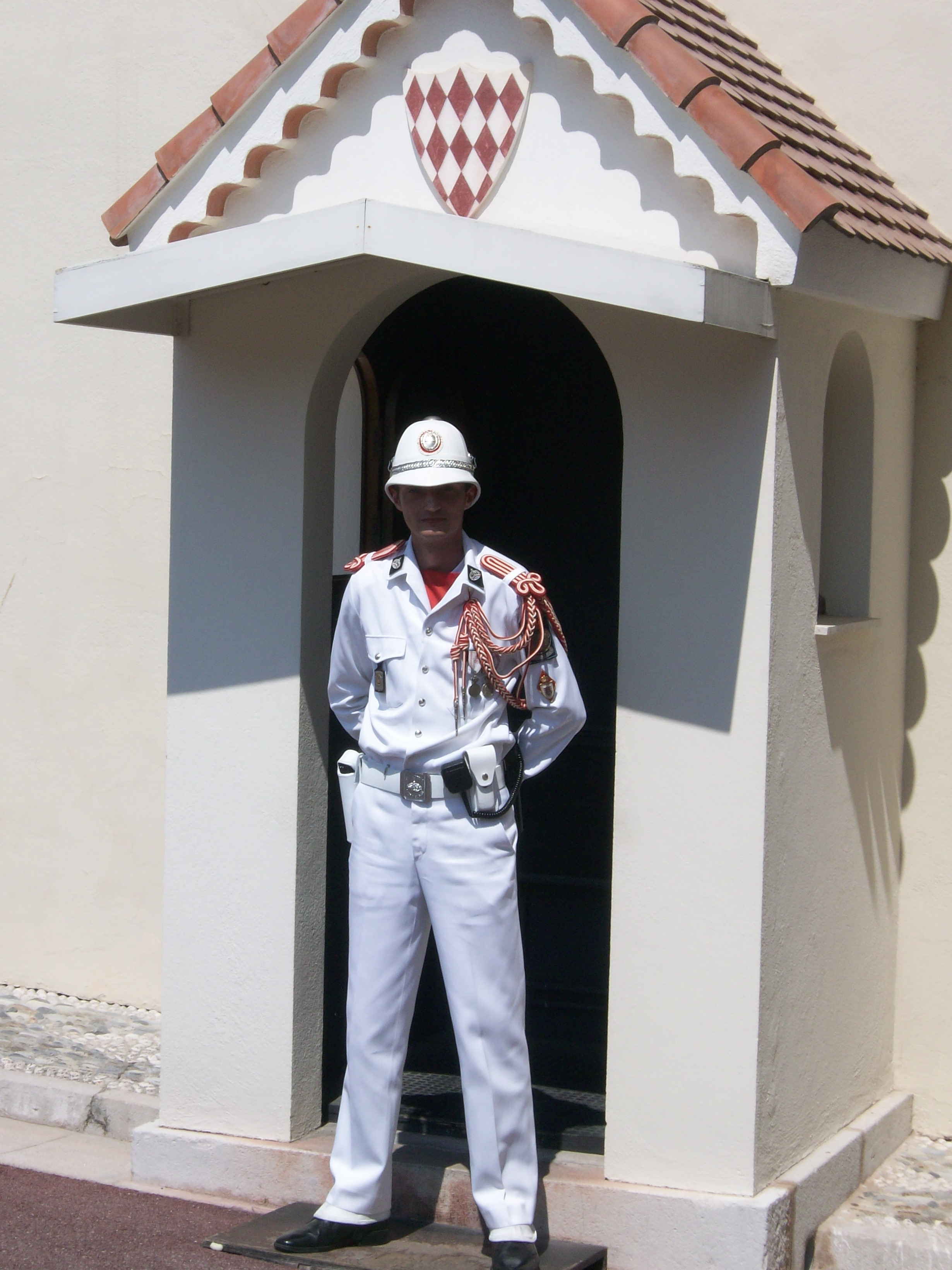
Ein Carabiniere
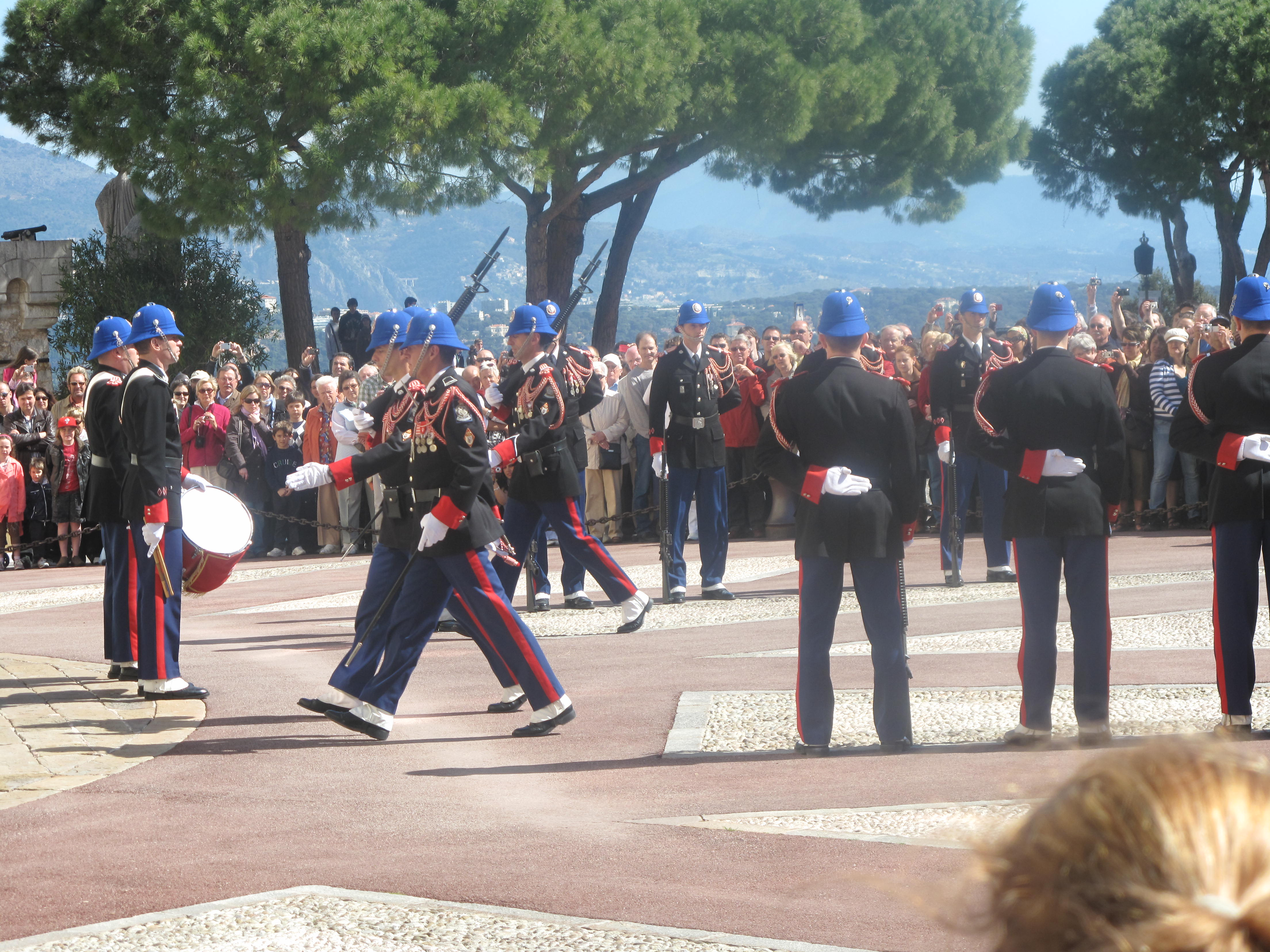
Die Wachablösung (täglich 11:55 Uhr)
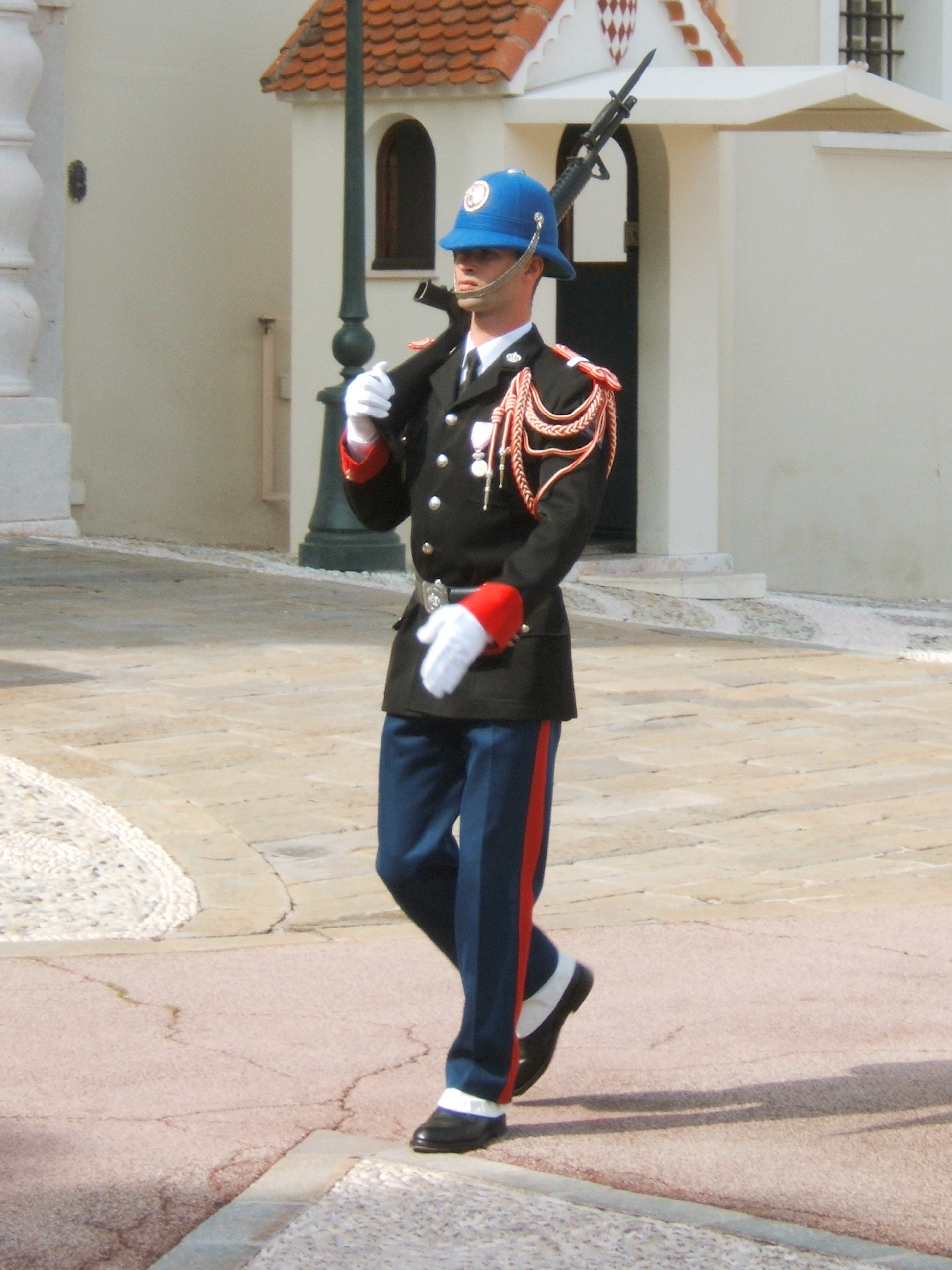
Ehrengarde
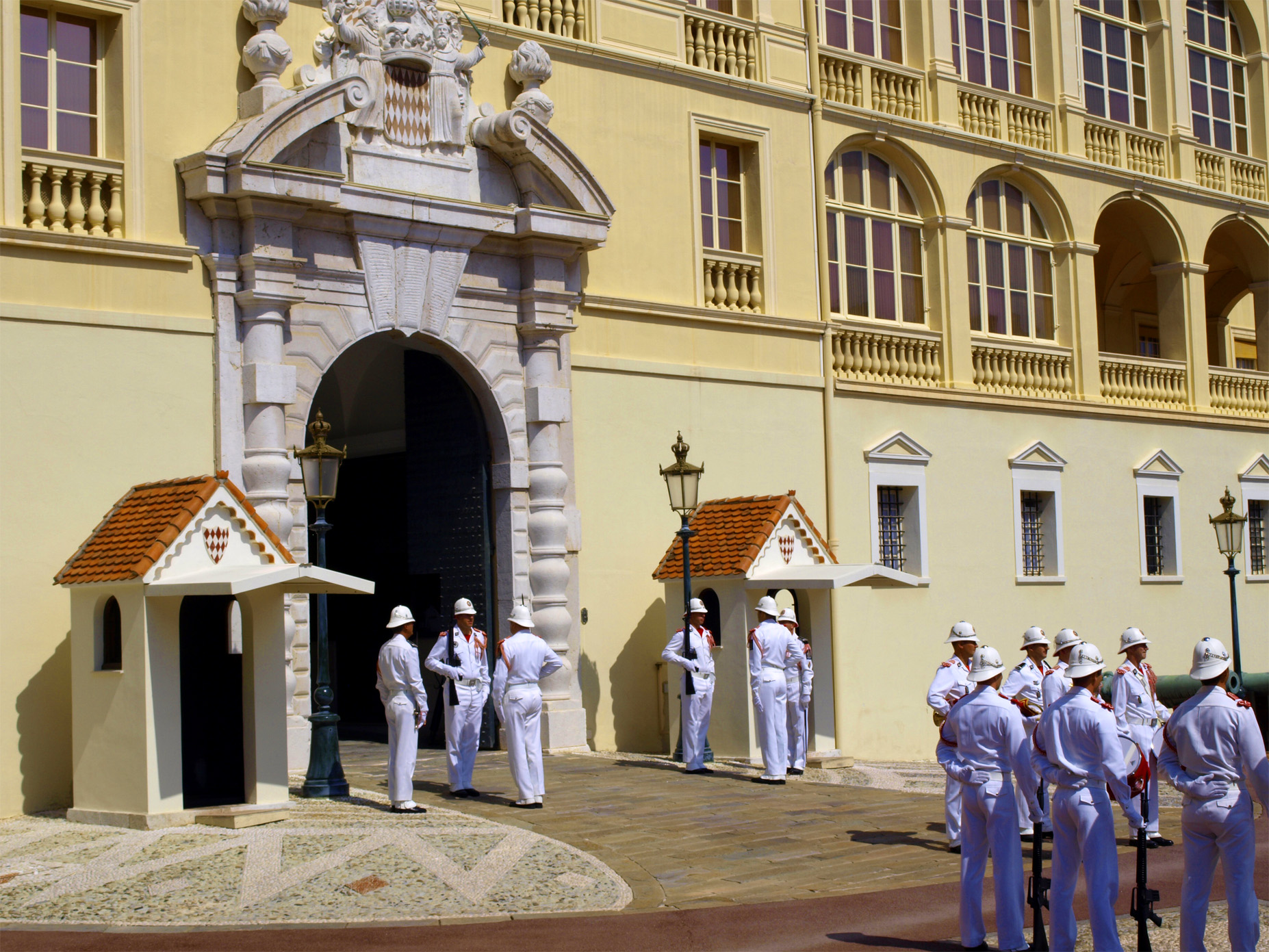
Die Palastwache
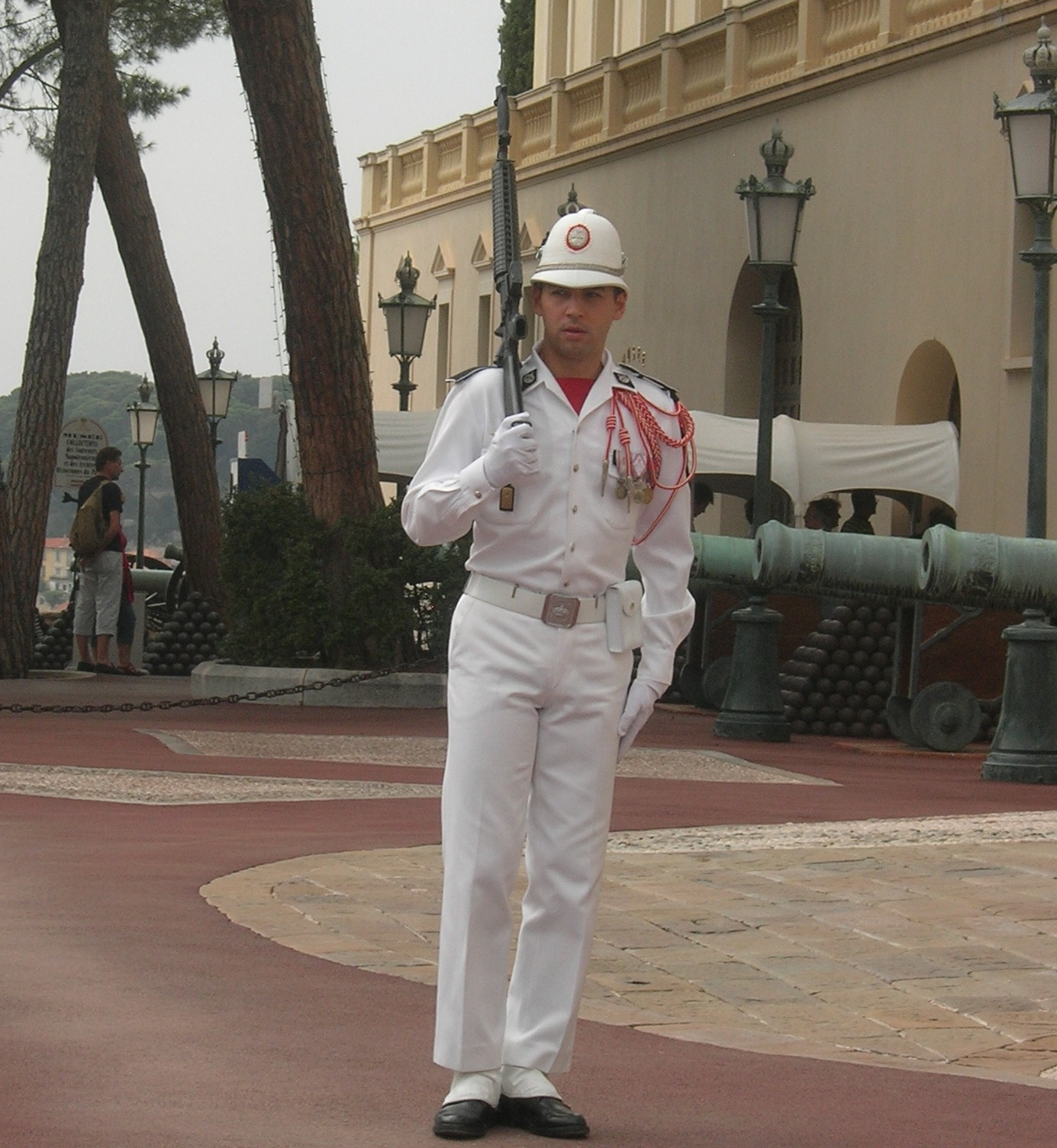
Ein Soldat

### Dienstgrade
Im Folgenden werden die Dienstgrade der oben genannten Militäreinheiten gezeigt. Die hier dargestellten Schulterklappen sind die der Carabiniers – die der Sapeurs-Pompiers sind rot statt schwarz unterlegt. Es gilt außerdem zu beachten, dass aufgrund der geringen Stärke der Einheiten einige Dienstgrade auch unbesetzt sein können.
| Offiziere                |                          |                         |                         |                    |                    |
| Colonel                  | Colonel                  | Lieutenant Colonel      | Lieutenant Colonel      | Commandant         | Commandant         |
| Capitaine                | Capitaine                | Lieutenant              | Lieutenant              | Sous Lieutenant    | Sous Lieutenant    |
| Unteroffiziere           |                          |                         |                         |                    |                    |
| Assistant                | Assistant                | Adjutant Chef           | Adjutant Chef           | Adjutant           | Adjutant           |
| Maréchal des Logis Major | Maréchal des Logis Major | Maréchal des Logis Chef | Maréchal des Logis Chef | Maréchal des Logis | Maréchal des Logis |
| Mannschaften             |                          |                         |                         |                    |                    |
| Brigadier                | Brigadier                | Brigadier               | Carabinier              | Carabinier         | Carabinier         |